# Elimaea maninjauensis
Elimaea maninjauensis är en insektsart som beskrevs av Sigfrid Ingrisch 1998. Elimaea maninjauensis ingår i släktet Elimaea och familjen vårtbitare. Inga underarter finns listade i Catalogue of Life.